# La Grande Envolée
Pour plus de détails, voir Fiche technique et Distribution.
La Grande Envolée est un film français réalisé par René Plaissetty en 1927, sorti en 1928. Il s'agit d'une version rallongée d'un prologue de Chignole (1919).

## Synopsis
Dix ans après la fin de la guerre, deux vétérans de l'armée de l'air, Chignole et Vieux Charles, se retrouvent par hasard à l'aéroport du Bourget où ils attendent au milieu de la foule l'arrivée de Charles Lindbergh qui est sur le point de réussir la première traversée de l'Atlantique d'ouest en est sans escale et sans assistance.
Les deux amis en profitent pour se remémorer leurs exploits passés face à l'aviation allemande.

## Fiche technique
- Réalisation : René Plaissetty
- Scénario :  Edmond Épardaud et René Plaissetty d'après le roman : Chignole : roman de la guerre aérienne de Marcel Nadaud (auteur de l’œuvre originale)
- Société de distribution : Star Films Édition
- Pays de production : France
- Format : Noir et blanc - Muet - 1,33:1
- Durée : inconnue
- Date de sortie : 
  - France : 1er avril 1928

## Distribution
- André Urban : Arthur Doublon dit Chignole
- Georges Raulin : Vieux Charles
- Kitty Hott : Sophie Bassinet, la fiancée de Chignole
- Armand Numès : le père Bassinet
- Rosine Maurel : Madame Bassinet
- Andrew Brunelle : Jimmy Barnett, le pilote américain de l'escadrille La Fayette
- Madame Mazeloo : Maman Chignole
- Mornet : le mécano Racine[1]